# 龙岩浦站
龍巖浦站（韓語：룡암포역）是朝鮮民主主義人民共和國平安北道龙川郡的一個鐵路車站，属于多狮岛线。

## 邻近车站
多狮岛线
北中站 - 龍巖浦站 - 信井里站